# セリンプロテアーゼ
セリンプロテアーゼ (Serine Protease) とは触媒残基として求核攻撃を行うセリン残基をもつプロテアーゼ（タンパク質分解酵素）のこと。EC[3.4.21.-]。多くは触媒残基としてセリン (Serine, Ser)、ヒスチジン (Histidine, His)、アスパラギン酸 (Aspartic acid, Asp) の3残基を有しているが、ヒスチジンおよびアスパラギン酸残基は他のアミノ酸残基で代用されているものもまれにある。これら3残基はアミノ酸配列上は隣接していないが、空間的にはSer-His-Asp酸の順に水素結合で結ばれるように配置されており、セリン残基側鎖のγ位の酸素原子の求核性が高められている。このγ位の酸素原子が基質ペプチドの主鎖のカルボニル炭素に求核攻撃することから加水分解反応が始まる。

## 分類
セリンプロテアーゼはアミノ酸配列や立体構造の類似性からサブチリシン様セリンプロテアーゼ (subtilisin-like serine protease) とキモトリプシン様セリンプロテアーゼ (chymotrypsin-like serine protease) に分類される。前者にはsubtilisin BPN'、thermitase、proteinase K、lantibiotic peptidase、kexin、cucumisinなどがあり、後者にはtrypsin、chymotrypsin、thrombin、Xa因子、elastaseなどがある。

## 機能
ペプチド結合を加水分解する酵素で、様々な種類のものが、栄養吸収、タンパク質の廃棄とリサイクル、生体防御、活性の調節、などの幅広い分野で働いている。

## 基質特異性
基質特異性の低いものには、サブチリシン（subtilisin、疎水性アミノ酸残基のC末端側を切断）やキモトリプシン（chymotrypsin、疎水性アミノ酸残基のC末端側を切断）などがある。基質特異性の高いものには、トリプシン（trypsin、塩基性アミノ酸残基のC末端側を切断）や、非常に高度な基質特異性をもつケキシン (Kexin) やフューリン (Furin) のようなプロセッシングプロテアーゼ、Xa因子のような血液凝固因子などがある。

## 用途
食品加工・生産、皮革加工、学術研究など様々な方面で利用されている。特にスブチリシン様のセリンプロテアーゼのうちアルカリ性条件で高い活性を示すものはタンパク質汚れを分解するために洗剤に配合されており、日本国内でも年間数千トン生産されている。